# Severski tondo
Severski tondo ali Berlinski tondo iz okoli leta 200 n. št., je eden redkih ohranjenih primerov slike na plošči iz klasične antike. Upodobljen je rimski cesar Septimij Sever z družino: na levi je njegova žena Julija Domna, spredaj pa njuna sinova Geta (z izbrisanim obrazom) in Karakala. Zdaj ga hranijo v Berlinu, Antikensammlung (inventarna številka 31329), trenutno v Altes Museum.

## Opis
Slika je narejena v tehniki jajčna tempera na krožni leseni plošči ali tondo s premerom 30,5 centimetra. Upodobljena je cesarska družina, ki nosi razkošna svečana oblačila. Septimij Sever in njegova sinova se držita tudi žezla in nosita zlata venca, okrašena z dragimi kamni. Ta podoba sivega Severa z ženo in otroki poudarja dinastične ambicije novega cesarja. Temnejši ton kože Severa odraža njegovo libijsko poreklo. Julia Domna ima svojo značilno pričesko, vpeto v vzporedne zaponke, morda slog iz njenega doma v Siriji in morda kaže na lasuljo.
Obraz enega sina je bil namerno izbrisan kot posledica ikonoklazma, prazen prostor pa je bil razmazan z iztrebki. Večina znanstvenikov verjame, da gre za Geta, katerega obraz so odstranili, verjetno po umoru njegovega brata Karakala in posledičnih damnatio memoriae (prekletstvo spomina). Mogoče pa je tudi, da je Geta (kot mlajši sin) manjši deček in ga je Karakalov obraz prekril, morda kot kompenzacijsko maščevanje za Karakalovo množično usmrtitev mladih aleksandrijskih mož v letu 215 .
Tondo je bil verjetno ustvarjen v kvadratni ali pravokotni obliki, pozneje pa je bil obrezan v krog. Izguba dela originalne slike se najbolj očitno odraža v žezlu, ki se ga držijo moški: zgornji del, nekoč okrašen s cesarskimi simboli, zdaj manjka. Verjetno je bila plošča obrezana v sodobnem času, da bi izboljšali njeno prodajnost na trgu umetnin.

## Interpretacija
Podoba je verjetno primer cesarskih portretov, ki so jih množično izdelovali, da bi jih lahko prikazovali v pisarnah in javnih zgradbah po celotnem rimskem cesarstvu; v okviru rimskega pravnega postopka je bilo treba nekatere dokumente podpisati pred cesarjevo podobo, ki je imela enak status, kot če bi bili podpisani v njegovi dejanski prisotnosti . Z vsako menjavo cesarja so portret zavrgli ali zamenjali. Ker je les organski material in običajno ne preživi, berlinski tondo ostaja do zdaj edini ohranjen primer te vrste slikanja 

## Izvor
Zdi se, da je tondo egipčanskega izvora, saj uporablja podobne materiale in slog kot portreti  fajumskih mumij. Morda je bil naslikan v počastitev obiska Septimija Severa v Egiptu leta 199, po njegovih vojaških zmagah proti Partom prejšnje leto in pred njegovimi pohodi v severni Afriki leta 203. Karakala je prikazan kot mladenič, kar pomeni datum pred letom 205.
Zgodovina slike po njenem nastanku ni znana, dokler je Antikensammlung Berlin leta 1932 ni pridobil od prodajalca umetnin v Parizu. Ostaja v zbirki v Altes Museum, enem izmed berlinskih državnih muzejev (Staatliche Museen zu Berlin).
- Druga slika tonda, boljša v detajlih
- Še en primer dinastičnih portretov na aureusu Septimija Severa, kovan leta 202. Na hrbtni strani so portreti Gete (desno), Julije Domne (v sredini) in Karakale (levo).[5]